# Di tích pháp định của Hồng Kông
Di tích pháp định của Hồng Kông (tiếng Trung: 香港法定古蹟; Hán-Việt: Hương Cảng pháp định cổ tích; tiếng Anh: Declared monuments of Hong Kong) là những địa điểm, công trình hoặc tòa nhà được tuyên bố hợp pháp để nhận được sự bảo vệ cao nhất. Tại Hồng Kông, việc công nhận một di tích theo luật định đòi hỏi phải tham khảo ý kiến của Ban cố vấn cổ vật, sự chấp thuận của Trưởng quan hành chính cũng như việc xuất bản thông báo trên công báo của chính phủ.
Tính đến tháng 2 năm 2013, đã có 101 di tích pháp định, trong đó 57 thuộc sở hữu của Chính phủ Hồng Kông và 44 còn lại là của các cơ quan tư nhân. Còn đến ngày 10 tháng 10 năm 2024, đã có 136 di tích pháp định tại Hồng Kông, với 58 được liệt kê trên đảo Hồng Kông, 55 khác trên vùng lãnh thổ Tân Giới, 14 trên khu vực Cửu Long và còn lại 9 ở Li Đảo. Theo Pháp lệnh Cổ vật và Di tích, một số công trình kiến trúc khác được phân loại là các công trình lịch sử Cấp I, II và III, và sẽ không được liệt kê ở dưới đây.

## Di tích pháp định và hệ thống phân loại công trình lịch sử
Vào ngày 17 tháng 11 năm 1971, Cục Lập pháp Hồng Kông đã thông qua "Thảo án Điều lệ Cổ vật và Di tích năm 1971". Điều đó cho phép "bất kỳ nơi nào, tòa nhà, địa điểm hoặc công trình kiến trúc được coi là có lợi ích cho công chúng vì nó có ý nghĩa lịch sử, khảo cổ hoặc cổ sinh vật học, thì nó có thể được tuyên bố là một di tích trên công báo sau khi tham khảo ý kiến của Ủy ban Tư vấn và được Thống đốc phê duyệt". Cuối cùng, các quy định bắt đầu có hiệu lực vào năm 1976, và Hội đồng tư vấn Cổ vật cũng được thành lập vào ngày 1 tháng 1 cùng năm theo "Điều lệ Cổ vật và Di tích".
Không có liên kết trực tiếp giữa các công trình kiến trúc được phân loại và các di tích. Tính đến tháng 7 năm 2007, 607 công trình đã được phân loại (kể từ năm 1980), 54 trong số đó, bao gồm năm tòa nhà Cấp I, đã bị phá bỏ. Tính đến tháng 8 năm 2007, trong số 151 công trình được xếp loại I, chỉ có 28 trước chiến tranh là di tích pháp định kể từ năm 1980.
Sự kiện giữ lại bến phà Thiên Tinh ở Trung Hoàn năm 2006 và bến tàu Queen năm 2007 đã khiến Chính phủ Hồng Kông phải xem xét chính sách bảo tồn di sản của mình. Cục Phát triển được thành lập vào ngày 1 tháng 7 năm 2007 với nhiệm vụ liệt kê các di tích văn hóa liên quan đến phát triển. Vào ngày 26 tháng 11 năm 2008, Hội đồng tư vấn Cổ vật tuyên bố rằng việc xác định di tích theo luật định sẽ liên quan đến việc phân loại các công trình kiến trúc lịch sử. Theo đó, nếu một công trình kiến trúc được xếp vào loại I, thì nó sẽ được chấp nhận là một di tích văn hóa có giá trị cao và được đưa vào "danh sách chờ". Sau đó, Cơ quan Cổ vật của Cục trưởng Cục Phát triển sẽ xem xét liệu nó có đủ điều kiện để làm di tích pháp định của Hồng Kông hay không.

## Di tích tạm định
Vào ngày 16 tháng 6 năm 1982, Cục Lập pháp Hồng Kông đã thông qua "Thảo án Điều lệ Cổ vật và Di tích (Sửa đổi) năm 1982". Theo đó, Cơ quan Cổ vật (Cục trưởng Cục Phát triển) có thể khai báo công trình đang đối mặt với nguy cơ bị phá hủy là "di tích tạm định", để tạm thời bảo vệ các tòa nhà, địa điểm có ý nghĩa lịch sử, khảo cổ hoặc cổ sinh vật học, và chờ các cơ quan chức năng cân nhắc kỹ xem có nên tuyên bố đó là di tích không. Cũng theo đó, Cơ quan Cổ vật chỉ cần tham khảo ý kiến của Hội đồng tư vấn Cổ vật, mà không cần có sự chấp thuận của Thống đốc Hồng Kông. Tuyên bố về tình trạng "tạm định" có hiệu lực trong mười hai tháng và có thể được gia hạn. Tuy nhiên, chủ sở hữu công trình bị ảnh hưởng bởi trạng thái "tạm định" có thể được khiếu nại.
Năm công trình kiến trúc được tuyên bố là di tích tạm định từ năm 1982 đến 2012: Giáo đường Ohel Leah (sau là Cấp I năm 1990), Tòa nhà Morrison (sau đó là di tích pháp định vào năm 2004), Jessville (sau là Cấp III), Cảnh Hiền Lý (sau đó là pháp định vào năm 2008) và Hà Đông Hoa viên (sau đó bị phá bỏ vào năm 2013).

## Danh sách

### Cửu Long
| #ID   | Tên                                       | Hình ảnh              | Ngày công nhận       | Vị trí                                       | Năm xây dựng    | Ghi chú                                                                                             | Toạ độ                                            | Chú thích     |
| ----- | ----------------------------------------- | --------------------- | -------------------- | -------------------------------------------- | --------------- | --------------------------------------------------------------------------------------------------- | ------------------------------------------------- | ------------- |
| M0024 | Đài thiên văn Hồng Kông                   | Tải lên hình ảnh khác | 15 tháng 6 năm 1984  | Tiêm Sa Chủy, Du Tiêm Vượng khu              | 1883            | Di tích pháp định trong khu Đài thiên văn Hồng Kông là tòa nhà hai tầng được xây dựng vào năm 1883. | 22°18′08″B 114°10′27″Đ / 22,302175°B 114,174162°Đ | [ 10 ] [ 83 ] |
| M0035 | Lăng mộ Lí Trịnh Ốc                       | Tải lên hình ảnh khác | 18 tháng 11 năm 1988 | Trường Sa Loan, Thâm Thủy Bộ khu             | Đông Hán        | | 22°20′17″B 114°09′36″Đ / 22,337954°B 114,159987°Đ | [ 10 ] [ 84 ] |
| M0043 | Tháp đồng hồ đường sắt Cửu Quảng cũ       | Tải lên hình ảnh khác | 13 tháng 7 năm 1990  | Tiêm Sa Chủy, Du Tiêm Vượng khu              | 1916            | | 22°17′37″B 114°10′10″Đ / 22,293581°B 114,169551°Đ | [ 10 ] [ 85 ] |
| M0045 | Trường Cửu Long Anh                       | Tải lên hình ảnh khác | 19 tháng 7 năm 1991  | Tiêm Sa Chủy, Du Tiêm Vượng khu              | 1902            | Hiện nay là nhà của Văn phòng Cổ vật và Di tích.                                                    | 22°18′06″B 114°10′20″Đ / 22,301555°B 114,172164°Đ | [ 10 ] [ 86 ] |
| M0051 | Trụ sở cảnh sát biển cũ                   | Tải lên hình ảnh khác | 23 tháng 12 năm 1994 | Tiêm Sa Chủy, Du Tiêm Vượng khu              | 1881            | | 22°17′44″B 114°10′12″Đ / 22,295478°B 114,169994°Đ | [ 10 ] [ 87 ] |
| M0062 | Tàn tích của Cổng Nam Cửu Long Trại Thành | Tải lên hình ảnh khác | 4 tháng 10 năm 1996  | Cửu Long Thành, Cửu Long Thành khu           | 1847            | | 22°19′54″B 114°11′27″Đ / 22,331795°B 114,190828°Đ | [ 10 ] [ 88 ] |
| M0063 | Nhà quan nha của Cửu Long Trại Thành      | Tải lên hình ảnh khác | 4 tháng 10 năm 1996  | Cửu Long Thành, Cửu Long Thành khu           | 1847            | | 22°19′56″B 114°11′26″Đ / 22,332237°B 114,19045°Đ  | [ 10 ] [ 89 ] |
| M0084 | Trường nữ tu Maryknoll                    | Tải lên hình ảnh khác | 16 tháng 5 năm 2008  | Cửu Long Đường, Cửu Long Thành khu           | 1937            | | 22°19′39″B 114°10′45″Đ / 22,327439°B 114,179246°Đ | [ 90 ] [ 91 ] |
| M0095 | Bảo tàng Đông Hoa                         | Tải lên hình ảnh khác | 12 tháng 11 năm 2010 | Du Ma Địa, Du Tiêm Vượng khu                 | 1911            | | 22°18′54″B 114°10′19″Đ / 22,314938°B 114,17191°Đ  | [ 46 ] [ 92 ] |
| M0108 | Đền Hậu Vương                             | Tải lên hình ảnh khác | 24 tháng 10 năm 2014 | Cửu Long Thành, Cửu Long Thành khu           | Khoảng năm 1730 | | 22°19′58″B 114°11′15″Đ / 22,332784°B 114,187463°Đ | [ 56 ] [ 93 ] |
| M0109 | Tháp tấn hiệu                             | Tải lên hình ảnh khác | 23 tháng 10 năm 2015 | Hắc Đầu Sơn, Tiêm Sa Chủy, Du Tiêm Vượng khu | 1907            | | 22°17′46″B 114°10′28″Đ / 22,296106°B 114,174475°Đ | [ 59 ] [ 94 ] |
| M0116 | Nhà thờ Hựu Ninh Cửu Long                 | Tải lên hình ảnh khác | 13 tháng 10 năm 2017 | Du Ma Địa, Du Tiêm Vượng khu                 |                 | | 22°18′20″B 114°10′22″Đ / 22,305627°B 114,172683°Đ | [ 66 ] [ 95 ] |
| M0126 | Đền Thiên Hậu và công trình liền kề       | Tải lên hình ảnh khác | 22 tháng 5 năm 2020  | Du Ma Địa, Du Tiêm Vượng khu                 | 1865            | | 22°18′36″B 114°10′14″Đ / 22,30991°B 114,170684°Đ  | [ 75 ] [ 96 ] |
| M0131 | Lôi Sinh Xuân                             | Tải lên hình ảnh khác | 10 tháng 3 năm 2022  | Vượng Giác, Du Tiêm Vượng khu                | 1931            | | 22°19′29″B 114°09′54″Đ / 22,324722°B 114,165°Đ    | [ 97 ]        |

### Tân Giới
| #ID   | Tên                                             | Hình ảnh              | Ngày công nhận       | Vị trí                                                      | Năm xây dựng         | Ghi chú                                                               | Toạ độ                                                | Chú thích                       |
| ----- | ----------------------------------------------- | --------------------- | -------------------- | ----------------------------------------------------------- | -------------------- | --------------------------------------------------------------------- | ----------------------------------------------------- | ------------------------------- |
| M0002 | Đá khắc ở Khiếu Tây Châu                        | Tải lên hình ảnh khác | 26 tháng 1 năm 1979  | Khiếu Tây Châu, Tây Cống khu                                | Thời tiền sử         |                                                                       | 22°21′35″B 114°18′51″Đ / 22,35972222°B 114,31416667°Đ | [ 10 ] [ 98 ]                   |
| M0003 | Đá khắc ở Đông Long Châu                        | Tải lên hình ảnh khác | 26 tháng 1 năm 1979  | Đông Long Châu, Tây Cống khu                                | Thời tiền sử         |                                                                       | 22°14′57″B 114°17′23″Đ / 22,24916667°B 114,28972222°Đ | [ 10 ] [ 99 ]                   |
| M0004 | Đá khắc ở Đại Miếu Loan                         | Tải lên hình ảnh khác | 26 tháng 1 năm 1979  | Đại Miếu Loan, Tây Cống khu                                 | 1274                 |                                                                       | 22°16′15″B 114°17′25″Đ / 22,270848°B 114,290189°Đ     | [ 10 ] [ 100 ] [ 101 ]          |
| M0009 | Pháo đài Đông Long                              | Tải lên hình ảnh khác | 25 tháng 7 năm 1980  | Đông Long Châu, Tây Cống khu                                | 1662 – 1719          |                                                                       | 22°15′18″B 114°17′49″Đ / 22,255082°B 114,296864°Đ     | [ 10 ] [ 102 ]                  |
| M0010 | Làng Tam Đống Ốc                                | Tải lên hình ảnh khác | 13 tháng 3 năm 1981  | Thuyên Loan, Thuyên Loan khu                                | 1786                 |                                                                       | 22°22′19″B 114°07′13″Đ / 22,37205°B 114,12015°Đ       | [ 10 ] [ 103 ]                  |
| M0012 | Trung tâm hướng đạo La Định Bang                | Tải lên hình ảnh khác | 13 tháng 11 năm 1981 | Đại Bộ, Đại Bộ khu                                          | 1907                 | Bây giờ là trụ sở mới Tân Giới Đông của Hiệp hội Hướng đạo Hồng Kông. | 22°26′45″B 114°10′14″Đ / 22,445706°B 114,170622°Đ     | [ 10 ] [ 104 ]                  |
| M0013 | Làng Thượng Dao                                 | Tải lên hình ảnh khác | 13 tháng 11 năm 1981 | Bắc Đàm Dũng, Tây Cống khu                                  | 1830                 |                                                                       | 22°23′33″B 114°19′18″Đ / 22,39246389°B 114,32168889°Đ | [ 10 ] [ 105 ]                  |
| M0016 | Đá khắc ở Long Hà Loan                          | Tải lên hình ảnh khác | 4 tháng 3 năm 1983   | Long Hà Loan, Tây Cống khu                                  | Thời tiền sử         |                                                                       | 22°18′36″B 114°17′56″Đ / 22,309969°B 114,298903°Đ     | [ 10 ] [ 106 ]                  |
| M0017 | Island House                                    | Tải lên hình ảnh khác | 4 tháng 3 năm 1983   | Nguyên Châu Tể, Đại Bộ khu                                  | 1905                 |                                                                       | 22°26′45″B 114°10′44″Đ / 22,44589°B 114,178826°Đ      | [ 10 ] [ 107 ]                  |
| M0018 | Di chỉ thuế quan Phật Đầu Châu                  | Tải lên hình ảnh khác | 4 tháng 3 năm 1983   | Phật Đầu Châu, Tây Cống khu                                 | 1868                 |                                                                       | 22°16′49″B 114°16′02″Đ / 22,280382°B 114,267264°Đ     | [ 10 ] [ 108 ]                  |
| M0019 | Đền thờ tổ tiên Lân Phong Văn                   | Tải lên hình ảnh khác | 4 tháng 3 năm 1983   | Tân Điền, Nguyên Lãng khu                                   | Cuối thế kỉ 17       |                                                                       | 22°29′59″B 114°04′28″Đ / 22,499787°B 114,074407°Đ     | [ 10 ] [ 109 ]                  |
| M0020 | Tàn dư của Pottery Kiln                         | Tải lên hình ảnh khác | 15 tháng 4 năm 1983  | Uyển Dao Thôn, Đại Bộ, Đại Bộ khu                           | Thời nhà Minh        |                                                                       | 22°23′22″B 113°58′52″Đ / 22,38933°B 113,981052°Đ      | [ 10 ] [ 110 ]                  |
| M0023 | Đền Văn Vũ                                      | Tải lên hình ảnh khác | 11 tháng 5 năm 1984  | Đại Bộ, Đại Bộ khu                                          | 1891                 |                                                                       | 22°26′56″B 114°09′52″Đ / 22,44896°B 114,164442°Đ      | [ 10 ] [ 111 ]                  |
| M0029 | Nhà ga đường sắt Đại Bộ Khư cũ                  | Tải lên hình ảnh khác | 23 tháng 11 năm 1984 | Đại Bộ, Đại Bộ khu                                          | 1913                 |                                                                       | 22°26′51″B 114°09′52″Đ / 22,44759°B 114,16434°Đ       | [ 10 ] [ 112 ]                  |
| M0030 | Đền thờ tổ tiên Liêu Vạn Thạch                  | Tải lên hình ảnh khác | 18 tháng 1 năm 1985  | Thượng Thủy Hương, Thượng Thủy, Bắc khu                     | 1751                 |                                                                       | 22°30′38″B 114°07′27″Đ / 22,510449°B 114,1242°Đ       | [ 10 ] [ 113 ]                  |
| M0031 | Nhà cổ Hải Bá Thôn                              | Tải lên hình ảnh khác | 25 tháng 7 năm 1986  | Thuyên Loan, Thuyên Loan khu                                | 1904                 |                                                                       | 22°22′13″B 114°07′05″Đ / 22,370273°B 114,118044°Đ     | [ 10 ] [ 114 ]                  |
| M0032 | Nhà Đại Phù Đệ                                  | Tải lên hình ảnh khác | 10 tháng 7 năm 1987  | Tân Điền, Nguyên Lãng khu                                   | Trước năm 1865       |                                                                       | 22°29′59″B 114°04′35″Đ / 22,499626°B 114,076412°Đ     | [ 10 ] [ 115 ]                  |
| M0033 | Cổng gác làng Cận Long Vy                       | Tải lên hình ảnh khác | 11 tháng 3 năm 1988  | Long Dược Đầu, Phấn Lĩnh, Bắc khu                           | 1744                 |                                                                       | 22°30′25″B 114°08′54″Đ / 22,506944°B 114,148333°Đ     | [ 10 ] [ 116 ]                  |
| M0034 | Dương Hậu Cung                                  | Tải lên hình ảnh khác | 18 tháng 11 năm 1988 | Đông Đầu Thôn, Hạ Thôn, Nguyên Lãng khu                     | Trước năm 1811       |                                                                       | 22°27′13″B 113°59′35″Đ / 22,45363°B 113,993079°Đ      | [ 10 ] [ 117 ]                  |
| M0039 | Nhà cổ, Vương Ốc Thôn                           | Tải lên hình ảnh khác | 22 tháng 12 năm 1989 | Viên Châu Giác, Sa Điền, Sa Điền khu                        | 1911                 |                                                                       | 22°22′58″B 114°11′50″Đ / 22,382855°B 114,197197°Đ     | [ 10 ] [ 118 ]                  |
| M0044 | Nhà dạy học Cảnh Dung                           | Tải lên hình ảnh khác | 26 tháng 4 năm 1991  | Thượng Hòa Khanh, Sa Đầu Giác, Bắc khu                      | 1736 – 1795          |                                                                       | 22°31′20″B 114°11′42″Đ / 22,522222°B 114,195°Đ        | [ 10 ] [ 119 ]                  |
| M0047 | Nhà dạy học Nhị Đế                              | Tải lên hình ảnh khác | 26 tháng 6 năm 1992  | Cẩm Điền, Nguyên Lãng khu                                   | 1821 – 1850          |                                                                       | 22°26′41″B 114°03′40″Đ / 22,444853°B 114,061164°Đ     | [ 10 ] [ 120 ]                  |
| M0048 | Tường bao và tháp canh làng Cận Long Vy         | Tải lên hình ảnh khác | 8 tháng 4 năm 1993   | Long Dược Đầu, Phấn Lĩnh, Bắc khu                           | 1744                 |                                                                       | 22°30′25″B 114°08′54″Đ / 22,506938°B 114,148302°Đ     | [ 10 ] [ 121 ]                  |
| M0050 | Cổng gác làng Ma Hốt Vy                         | Tải lên hình ảnh khác | 25 tháng 11 năm 1994 | Long Dược Đầu, Phấn Lĩnh, Bắc khu                           | 1736 – 1795          |                                                                       | 22°30′26″B 114°09′09″Đ / 22,50718°B 114,15248°Đ       | [ 10 ] [ 122 ]                  |
| M0061 | Nhị Thánh Cung                                  | Tải lên hình ảnh khác | 14 tháng 6 năm 1996  | Hoàng Châu, Nguyên Lãng khu                                 | Khoảng thế kỉ 17     |                                                                       | 22°27′16″B 114°01′40″Đ / 22,454346°B 114,027779°Đ     | [ 10 ] [ 123 ]                  |
| M0064 | Tháp canh và tường bao của làng Lão Vy          | Tải lên hình ảnh khác | 31 tháng 1 năm 1997  | Long Dược Đầu, Phấn Lĩnh, Bắc khu                           | Khoảng niên đại 1200 |                                                                       | 22°29′52″B 114°09′07″Đ / 22,4978°B 114,151975°Đ       | [ 10 ] [ 124 ]                  |
| M0065 | Đền thờ tổ tiên Đặng Tùng Lĩnh                  | Tải lên hình ảnh khác | 7 tháng 11 năm 1997  | Long Dược Đầu, Phấn Lĩnh, Bắc khu                           | 1525                 |                                                                       | 22°29′51″B 114°09′10″Đ / 22,497602°B 114,152855°Đ     | [ 10 ] [ 125 ] [ 126 ]          |
| M0066 | Tu viện Trường Sơn                              | Tải lên hình ảnh khác | 31 tháng 12 năm 1997 | Phấn Lĩnh, Bắc khu                                          | 1789                 |                                                                       | 22°31′45″B 114°10′32″Đ / 22,529135°B 114,17557°Đ      | [ 10 ] [ 127 ]                  |
| M0067 | Kính La Gia Thúc                                | Tải lên hình ảnh khác | 21 tháng 7 năm 1998  | Đại Bộ Đầu Thôn, Đại Bộ khu                                 | Thời nhà Minh        |                                                                       | 22°27′17″B 114°09′27″Đ / 22,454813°B 114,157445°Đ     | [ 10 ] [ 128 ]                  |
| M0068 | Đền thờ tổ tiên họ Trường                       | Tải lên hình ảnh khác | 30 tháng 12 năm 1999 | Sơn Hạ Thôn, Bình Sơn, Nguyên Lãng khu                      | 1815                 |                                                                       | 22°25′56″B 114°00′59″Đ / 22,432115°B 114,016358°Đ     | [ 129 ] [ 130 ] [ 131 ] [ 132 ] |
| M0069 | Phàn Tiên Cung                                  | Tải lên hình ảnh khác | 30 tháng 12 năm 1999 | Uyển Dao Thôn, Đại Bộ khu                                   | 1736 – 1795          |                                                                       | 22°26′13″B 114°09′50″Đ / 22,43694°B 114,164°Đ         | [ 133 ] [ 134 ]                 |
| M0072 | Ngọn hải đăng Đăng Long Châu                    | Tải lên hình ảnh khác | 29 tháng 12 năm 2000 | Đăng Long Châu, Cấp Thủy Môn, Thuyên Loan khu               | 1912                 |                                                                       | 22°20′22″B 114°03′48″Đ / 22,339556°B 114,0632°Đ       | [ 135 ] [ 136 ]                 |
| M0073 | Đền thờ tổ tiên họ Đặng                         | Tải lên hình ảnh khác | 14 tháng 12 năm 2001 | Bình Sơn, Nguyên Lãng khu                                   | Khoảng niên đại 1300 | Nằm trong Con đường di sản Bình Sơn.                                  | 22°26′42″B 114°00′29″Đ / 22,445025°B 114,008083°Đ     | [ 137 ] [ 138 ]                 |
| M0074 | Đền thờ tổ tiên Dũ Kiều                         | Tải lên hình ảnh khác | 14 tháng 12 năm 2001 | Bình Sơn, Nguyên Lãng khu                                   | Đầu thế kỉ 16        | Nằm trong Con đường di sản Bình Sơn.                                  | 22°26′42″B 114°00′29″Đ / 22,444907°B 114,008058°Đ     | [ 139 ]                         |
| M0075 | Tụ Tinh Lâu                                     | Tải lên hình ảnh khác | 14 tháng 12 năm 2001 | Bình Sơn, Nguyên Lãng                                       | 1368 – 1398          |                                                                       | 22°26′56″B 114°00′22″Đ / 22,44889167°B 114,00615556°Đ | [ 140 ]                         |
| M0076 | Đền Hồng Thánh                                  | Tải lên hình ảnh khác | 15 tháng 11 năm 2002 | Khiếu Tây Châu, Tây Cống khu                                | Trước năm 1899       |                                                                       | 22°20′33″B 114°19′18″Đ / 22,342366°B 114,321605°Đ     | [ 141 ] [ 142 ]                 |
| M0077 | Đền Thiên Hậu                                   | Tải lên hình ảnh khác | 15 tháng 11 năm 2002 | Long Dược Đầu, Phấn Lĩnh, Bắc khu                           | Khoảng năm 1500      |                                                                       | 22°29′51″B 114°09′10″Đ / 22,497503°B 114,152691°Đ     | [ 143 ]                         |
| M0078 | Đền thờ tổ tiên Cư Thạch Hầu                    | Tải lên hình ảnh khác | 19 tháng 12 năm 2003 | Hà Thượng Hương, Thượng Thủy, Bắc khu                       | 1762                 |                                                                       | 22°30′39″B 114°06′32″Đ / 22,510961°B 114,108946°Đ     | [ 144 ] [ 145 ]                 |
| M0079 | Tòa nhà Morrison, Trung tâm Hà Phúc Đường       | Tải lên hình ảnh khác | 26 tháng 3 năm 2004  | 28 đường Thanh Sơn Công, Tân Khư, Đồn Môn khu               | 1936                 |                                                                       | 22°23′48″B 113°58′43″Đ / 22,39678°B 113,978479°Đ      | [ 146 ]                         |
| M0081 | Đền thờ tổ tiên họ Lương                        | Tải lên hình ảnh khác | 12 tháng 1 năm 2007  | Nguyên Cương Thôn, Bát Hương, Nguyên Lãng khu               | Thế kỉ 17 – 18       |                                                                       | 22°25′33″B 114°04′35″Đ / 22,425745°B 114,076441°Đ     | [ 147 ] [ 148 ]                 |
| M0082 | Nhà dạy học Trị Quế                             | Tải lên hình ảnh khác | 29 tháng 6 năm 2007  | Thượng Thôn, Bát Hương, Nguyên Lãng khu                     | Trước năm 1899       |                                                                       | 22°25′42″B 114°05′30″Đ / 22,428392°B 114,09171°Đ      | [ 149 ] [ 150 ] [ 151 ]         |
| M0083 | Đền thờ tổ tiên họ Đặng                         | Tải lên hình ảnh khác | 1 tháng 2 năm 2008   | Hà Thôn, Nguyên Lãng khu                                    | 1750                 |                                                                       | 22°26′50″B 113°59′35″Đ / 22,44716°B 113,993173°Đ      | [ 152 ] [ 153 ] [ 154 ]         |
| M0091 | 5 công trình lịch sử của hồ chứa Cửu Long       | Tải lên hình ảnh khác | 18 tháng 9 năm 2009  | Đường Kim Sơn, Vườn quốc gia Kim Sơn, Sa Điền khu           | 1901 – 1911          |                                                                       | 22°21′15″B 114°09′16″Đ / 22,354167°B 114,154444°Đ     | [ 155 ] [ 156 ]                 |
| M0092 | Bia kỉ niệm Hồ chứa Thành Môn                   | Tải lên hình ảnh khác | 18 tháng 9 năm 2009  | Thành Môn, Quỳ Thanh khu                                    | 1937                 |                                                                       | 22°23′10″B 114°08′50″Đ / 22,38611111°B 114,14722222°Đ | [ 155 ] [ 157 ]                 |
| M0093 | Nơi ở cũ của Diệp Định Sĩ                       | Tải lên hình ảnh khác | 6 tháng 11 năm 2009  | Liên Ma Khanh, Sa Đầu Giác, Bắc khu                         | 1908                 |                                                                       | 22°32′56″B 114°10′49″Đ / 22,549007°B 114,180413°Đ     | [ 158 ] [ 159 ]                 |
| M0094 | Nhà dạy học Nhân Đôn Cương                      | Tải lên hình ảnh khác | 6 tháng 11 năm 2009  | Khanh Đầu Thôn, Bình Sơn, Nguyên Lãng khu                   | Chưa biết            | Nằm trong Con đường di sản Bình Sơn.                                  | 22°26′45″B 114°00′32″Đ / 22,445825°B 114,008982°Đ     | [ 159 ] [ 160 ]                 |
| M0097 | Đền thờ tổ tiên Quảng Du Đặng                   | Tải lên hình ảnh khác | 12 tháng 11 năm 2011 | Số 32 Thủy Đầu Thôn, Bắc Vy Thôn, Cẩm Điền, Nguyên Lãng khu | 1701                 |                                                                       | 22°26′46″B 114°03′39″Đ / 22,446111°B 114,060833°Đ     | [ 46 ] [ 161 ] [ 162 ]          |
| M0099 | Công trình kiên cố ở số 55 Bạch Nê, Nguyên Lãng | Tải lên hình ảnh khác | 24 tháng 6 năm 2011  | Số 55 Bạch Nê, Nguyên Lãng khu                              | 1910                 |                                                                       | 22°25′39″B 113°56′34″Đ / 22,4275°B 113,942778°Đ       | [ 163 ] [ 164 ] [ 165 ] [ 166 ] |
| M0104 | Phát Đạt Đường                                  | Tải lên hình ảnh khác | 27 tháng 12 năm 2013 | Hạ Hòa Khanh, Sa Đầu Giác, Bắc khu                          | 1933                 |                                                                       | 22°31′35″B 114°11′53″Đ / 22,526526°B 114,197957°Đ     | [ 167 ] [ 168 ] [ 169 ]         |
| M0105 | Công sở Đạt Đức                                 | Tải lên hình ảnh khác | 27 tháng 12 năm 2013 | Tây bắc Thượng Chương Vy, Bình Sơn, Nguyên Lãng khu         | 1851 – 1861          | Nằm trong Con đường di sản Bình Sơn.                                  | 22°26′58″B 114°00′26″Đ / 22,449444°B 114,007222°Đ     | [ 169 ] [ 170 ]                 |
| M0123 | Đền thờ tổ tiên Vị Phong Hậu                    | Tải lên hình ảnh khác | 25 tháng 10 năm 2019 | Kim Tiền, Thượng Thủy, Bắc khu                              | Cuối thế kỉ 18       |                                                                       | 22°30′03″B 114°06′44″Đ / 22,500851°B 114,112086°Đ     | [ 72 ] [ 171 ]                  |
| M0128 | Trạm cảnh sát Đại Bộ cũ                         | Tải lên hình ảnh khác | 16 tháng 7 năm 2021  | Đại Bộ Khư, Đại Bộ khu                                      | 1899                 |                                                                       | 22°26′48″B 114°10′12″Đ / 22,446667°B 114,17°Đ         | [ 172 ]                         |
| M0129 | Hiệp Thiên Cung, Sơn Chủy                       | Tải hình lên          | 16 tháng 7 năm 2021  | Thôn Sơn Chủy, Sa Đầu Giác, Bắc khu                         | 1894 – 1895          |                                                                       | 22°32′59″B 114°13′25″Đ / 22,549722°B 114,223611°Đ     | [ 173 ]                         |
| M0133 | Đền Thiên Hậu, Phật Đường Môn                   | Tải lên hình ảnh khác | 7 tháng 9 năm 2023   | Đại Miếu Loan, Tây Cống khu                                 | Khoảng năm 1266      |                                                                       | 22°16′14″B 114°17′23″Đ / 22,270556°B 114,289722°Đ     | [ 174 ]                         |
| M0136 | Nhà Đặng Bá Cầu                                 | Tải lên hình ảnh khác | 10 tháng 10 năm 2024 | Cẩm Điền, Nguyên Lãng khu                                   | Đầu thế kỉ 20        |                                                                       | 22°26′22″B 114°03′56″Đ / 22,4395°B 114,06563°Đ        | [ 175 ]                         |

### Li Đảo
| #ID   | Tên                     | Hình ảnh              | Ngày công nhận       | Vị trí                             | Năm xây dựng                           | Ghi chú                                      | Toạ độ                                             | Chú thích              |
| ----- | ----------------------- | --------------------- | -------------------- | ---------------------------------- | -------------------------------------- | -------------------------------------------- | -------------------------------------------------- | ---------------------- |
| M0005 | Đá khắc ở Thạch Bích    | Tải lên hình ảnh khác | 27 tháng 4 năm 1979  | Thạch Bích, Đại Tự Sơn, Li Đảo khu | Thời đại đồ đồng                       | Có thể được chạm khắc khoảng 3000 năm trước. | 22°13′30″B 113°53′48″Đ / 22,224905°B 113,896702°Đ  | [ 10 ] [ 176 ]         |
| M0006 | Đá khắc ở Bồ Đài        | Tải lên hình ảnh khác | 27 tháng 4 năm 1979  | Đảo Bồ Đài, Li Đảo khu             | Thời đại đồ đồng                       |                                              | 22°09′39″B 114°15′23″Đ / 22,160969°B 114,256274°Đ  | [ 10 ] [ 177 ]         |
| M0007 | Pháo đài Đông Dũng      | Tải lên hình ảnh khác | 24 tháng 8 năm 1979  | Đông Dũng, Đại Tự Sơn, Li Đảo khu  | 1832                                   |                                              | 22°16′41″B 113°56′10″Đ / 22,277979°B 113,936024°Đ  | [ 10 ] [ 178 ]         |
| M0011 | Pháo đài Phân Lưu       | Tải lên hình ảnh khác | 13 tháng 11 năm 1981 | Phân Lưu, Đại Tự Sơn, Li Đảo khu   | 1729                                   |                                              | 22°11′54″B 113°51′05″Đ / 22,19845°B 113,85128056°Đ | [ 10 ] [ 179 ]         |
| M0014 | Đá khắc ở Trường Châu   | Tải lên hình ảnh khác | 22 tháng 1 năm 1982  | Trường Châu, Li Đảo khu            | Thời đại đồ đồng                       |                                              | 22°12′29″B 114°01′58″Đ / 22,207918°B 114,032648°Đ  | [ 10 ] [ 180 ]         |
| M0021 | Vòng tròn đá ở Phân Lưu | Tải lên hình ảnh khác | 15 tháng 4 năm 1983  | Phân Lưu, Đại Tự Sơn, Li Đảo khu   | Thời đại đồ đá mới đến thời kỳ đồ đồng |                                              | 22°11′52″B 113°50′53″Đ / 22,197738°B 113,848029°Đ  | [ 10 ] [ 181 ]         |
| M0022 | Tiểu pháo đài Đông Dũng | Tải lên hình ảnh khác | 11 tháng 11 năm 1983 | Đông Dũng, Đại Tự Sơn, Li Đảo khu  | 1817                                   |                                              | 22°17′14″B 113°56′08″Đ / 22,287278°B 113,935498°Đ  | [ 10 ] [ 182 ]         |
| M0071 | Ngọn hải đăng Hoàng Lan | Tải lên hình ảnh khác | 29 tháng 12 năm 2000 | Đảo Hoàng Lan, Li Đảo khu          | 1893                                   |                                              | 22°10′55″B 114°18′11″Đ / 22,181809°B 114,303085°Đ  | [ 136 ] [ 183 ]        |
| M0117 | Đền Dương Hậu, Đại Áo   | Tải lên hình ảnh khác | 13 tháng 10 năm 2017 | Đại Áo, Đại Tự Sơn, Li Đảo khu     | Khoảng năm 1669                        |                                              | 22°15′33″B 113°51′46″Đ / 22,259104°B 113,862698°Đ  | [ 66 ] [ 184 ] [ 185 ] |